# Đuro Čanić
Đuro Čanić (Kaniža Gospićka, 12. veljače 1849. – Beč, 2. siječnja 1911.), hrvatski podmaršal, vojni pisac, mecena.

## Vojna karijera
Nakon završetka Tehničke vojne akademije, stupio je 1870. kao poručnik u vojnu službu. U Beču 1876. završio Ratnu školu. Istaknuo se kao kapetan prilikom ulaska austrougarske vojske u Bosnu i Hercegovinu 1878. 1879. dodijeljen je Glavnom zapovjedništvu u Zagrebu. 1886. u činu majora pročelnik je glavnog stožera 18. pješačke divizije u Pragu. 1887. premješten je u ratno ministarstvo u Beču. 1889. promaknut je u potpukovnika i imenovan pročelnikom Glavnog stožera pješačke divizije u Krakovu. Od 1891. do 1893. bio je načelnik stožera 6. korpusa. 1. studenog 1897. postao je general bojnik i zapovjednik 83. domobranske brigade u Zagrebu, zatim 1. studenog 1901. podmaršal i zapovjednik VII. hrvatsko-slavonskoga domobranskog okružja u Zagrebu. S tog je položaja uklonjen i umirovljen 1. kolovoza 1903. jer je odbio naredbu bana Khuena Hedervaryja da s domobranskim četama pomogne gušenju demonstracija u Zagrebu. Za svog zapovjedništva uveo je izričitu uporabu hrvatskog jezika i hrvatske natpise te je tražio da svi časnici znaju hrvatski, onemogućivši time ulazak časnika Mađara u domobranstvo. Osnovao je vojničke knjižnice i organizirao tečajeve za opismenjavanje vojnika.

## Dobrotvorni rad
Pomagao je hrvatska prosvjetna i dobrotvorna društva. Osnovao je Hrvatsko planinarsko društvo i bio član uprave društva. Oporučno je ostavio sav svoj imetak kulturnim i humanitarnim svrhama hrvatskog naroda.

## Djela
Godine 1905. napisao je djelo "Misli o izobrazbi pješačtva", koje je pobudilo pažnju u najvišim vojničkim krugovima.

## Naslijeđe
Po njemu je nazvana jedna ulica u zagrebačkoj četvrti Črnomerec. U bečkim okružnim muzejima, muzeju 1. okruga ("unutarnji grad"), u drugoj sobi stalnog postava čuva se podmaršalska odora Đure Čanića.

## Krleža o Čaniću
U Krležinim Marginalijama, pisanima dok je radio na Jugoslavenskoj enciklopediji, nalazi se zabilješka o Čaniću: